# マカオ事件 (1799年)
マカオ事件（マカオじけん、英: Macau Incident）は、フランス革命戦争中の1799年1月27日、中国南部の万山諸島（ラドロネス諸島）でフランス・スペインの艦隊とイギリスの護衛艦隊が遭遇した事件である。
戦争中にインド洋と東インド諸島をほぼ完全に制圧したイギリスは、清との海洋交易で莫大な利益を得ていた。フランス海軍はこれを妨害するべく、1796年から1797年にかけて東インド諸島進出を試みたが、1796年9月9日の海戦とバリ海峡事件を経て失敗に終わった。1799年初頭にはこの艦隊は既に四散しており、残存する2隻のフリゲート艦がスペイン領フィリピンに配置された。ここでフランス艦隊はスペインのマニラ艦隊と合流し、マカオに集結してくるイギリスの中国貿易船団を襲撃しようと試みた。
中国では戦列艦HMSイントレピット（ウィリアム・ハーグッド艦長）が防衛にあたっていたが、東インド艦隊司令官ピーター・レーニアは防衛体制がまだ脆弱であると考え、戦列艦1隻とフリゲート艦1隻を増援に向かわせた。この援軍が1月21日に到着したわずか6日後、フランス・スペイン連合艦隊がマカオに現れた。ハーグッド率いるイギリス艦隊は連合艦隊を万山諸島で追い回したが、最終的に見失った。後に両陣営は相手側が戦闘を避けたのだと主張したが、結果としてフランス・スペイン連合艦隊は撤退し、ハーグッドは中国からの船団を護衛する任務を完遂することができた。

## 背景
18世紀後半、東インド諸島貿易はイギリス経済にとって無くてはならない要素となっていた。イギリス東インド会社はインドのボンベイ、マドラス、カルカッタをはじめ数多くの拠点を持ち、この地域におけるイギリスの貿易を独占していた。その貿易の大部分を担ったのが、イースト・インディアマン（インディアマン）と呼ばれる大型商船で、その排水量は500 - 1200ロングトン（510 - 1220トン）であった。イギリス東インド会社の活動の中で特に重要だったのが、年に一度、清の広東から出発する護衛船団だった。毎年多くのインディアマンが広東に集結し、インド洋から大西洋を抜けてブリテン島を目指したのである。「中国船団」(China Fleet) という通称で知られるこの護衛船団がイギリスにもたらす富は莫大なものだった。1804年の船団が輸送してきた貨物は、実に800万スターリング・ポンドポンド（2020年現在の900,000,000ポンドに相当）に上ったと記録されている。
このイギリスの巨大な利権の保護は、ピーター・レーニア海軍少将が司令官を務めるイギリス海軍東インド艦隊の役割だった。レーニアの統括する範囲は1799年時点でインド洋の数千平方マイルに及んでおり、その中にはインドのボンベイ、マドラス、カルカッタやイギリス領セイロンの海岸線、さらには紅海やオランダ領東インドのペナン（イギリス占領下）といった戦略的重要点がいくつも含まれており、数の多いイギリス海軍でも各地に分散せざるを得なかった。またこの領域ではほぼイギリスの制海権が確立されているとはいえ、フランス島（現モーリシャス）のフランス艦隊やバタヴィア（現ジャカルタ）のオランダ艦隊、マニラのスペイン艦隊といった敵対的な戦力に対処する必要もあった。その中でも最大の脅威であるフランスは、1796年から1797年にかけてピエール・セザール・シャルル・ド・セルシー海軍少将率いる強力な艦隊を東インド諸島に差し向けてきた。1797年1月28日、セルシー艦隊はバリ海峡で、中国へ向かう6隻のイギリス・インディアマン艦隊と遭遇した。しかしこのバリ海峡事件では、アルフレッド号艦長ジェームズ・ファーカーソンが機転を利かせて、軽武装の商船に過ぎないインディアマンを悪天候下の不明瞭な視界を利用しイギリス海軍軍艦に見せかけ、無血でフランス艦隊を撤退させることに成功している。
間もなくセルシー艦隊は維持が難しくなり、解散を余儀なくされた。1798年の時点で、セルシーは20門の砲を擁するコルベット艦Brûle-Gueuleと、40門の砲を擁するフリゲート艦プレネーゼという2隻の軍艦だけを率いてバタヴィアにいた。彼らはインドのマイソール王国へ外交任務を帯びて行き、戻ってきたところであったが、艦隊内では既に秩序が失われており、軍紀をただすためジャン＝マルテ＝アドリアン・レルミット艦長が5人を処刑せねばならなくなる有様だった。またこれまでセルシーに従っていたフリゲート艦フォルテとプルデンテも、彼に従わなくなった。フランス島総督アン・ジョセフ・イポリート・ド・モレがセルシーの命令を取り消し、両艦にインド洋で独立して対イギリス通商破壊を行わせていたためである。そこでセルシーは、スペイン領マニラに赴いてスペイン艦隊を吸収し、自身の艦隊を立て直すことにした。セルシーはジャワ島のスラバヤにとどまったまま麾下の艦隊を送り出し、艦隊は1798年10月16日にマニラに到着した[Note]。この地のスペイン艦隊は1797年4月の台風で甚大な被害を受けており、修理に2年近くを費やしていた。1798年1月にイギリスのフリゲート艦隊がマニラを襲撃した際には、抵抗できるスペイン艦は1隻も残っていなかった。

## マカオ事件
フランス艦隊とスペイン艦隊が合流したという報は、まもなくイギリス艦隊のレーニアの元にも届いた。マカオにはフリゲート艦フォックスとケリーズフォート、それにウィリアム・ハーグッド大佐が艦長を務める64門の砲を擁する戦列艦イントレピッドが護衛任務のため停泊していたが、フォックスとケリーズフォートは1798年11月に地元の商船団の護衛のためマカオを離れていた。当時フランスのエジプト侵攻に対応するため主力艦隊を率いて紅海にいたレーニアは、緊急措置として38門フリゲート艦ヴィルジニーと74門戦列艦アロガントをマカオ防衛に差し向けた。この援軍はマラッカ海峡と南シナ海を抜け、1799年1月21日にマカオに到着した。
これに先立つ1799年1月6日、スペインの74門戦列艦エウロパとモンタニェス、フリゲート艦Maria de la Cabeyaとルイサ、それにフランスのプレネーゼとBrûle-Gueule、という計6隻の艦隊がマニラを出港していた。これを率いるのはイグナシオ・マリア・デ・アラバ海軍少将だった。アラバ艦隊は3週間かけて南シナ海を横断し、1799年1月27日にマカオに近い万山諸島に到着し、マカオや珠江河口部襲撃の機をうかがった。イントレピッドがマカオにいることは、アラバはデンマーク商人から伝えられていたが、レーニアの送ってきた増援艦隊は想定外であった。
ハーグッドは直ちに艦隊を率いて万山諸島に向かい、アラバと接敵した。まず両陣営は単縦陣を敷いて向かい合った。イギリス側の戦闘にはフリゲート艦ヴィルジニーが配置されていた。その後に続く経過については議論がある。ハーグッドの報告によれば、フランス・スペイン連合艦隊は向きを変えて万山諸島に逃げ込み、夜闇にまぎれて投錨し、夜明け前に撤退したという。ハーグッドは、これを「彼らが恥辱に終わることが明らかであるような戦闘を避けた」からだとしている。一方アラバはマニラの官報で、万山諸島に逃げ込んだのはハーグッドの側であり、それをスペイン戦列艦エウロパが追ったのだと主張した。アラバによれば、彼自身はハーグッドを追撃しようとしたものの、モンタニェスの索具が損傷したために彼を取り逃がしたのだという。しかし、それならばなぜ無防備になったマカオのイギリス中国船団を攻撃せず撤退したのかという点については、アラバは説明していない。

## その後
イギリスの歴史家シリル・ノースコート・パーキンソンは、「おそらく、両艦隊とも戦いわけではなかったと結論付けるのが公正だろう」と分析している。なお彼によれば、戦後レルミットは「嫌悪感」を示し、セルシーは「激怒」したとそれぞれのフランス軍人の反応を伝えている。同じくイギリスの歴史家リチャード・ウッドマンは、このマカオ事件によってフランスは「価値ある植民地を奪うのみならず、インド・中国海域においてフランスとスペインによる独占体制を築く好機」を逃したと考えている。アラバはマニラに撤退し、フランス艦はバタヴィアを経てフランス島へ帰還した。プレネーゼは1799年12月11日の海戦でイギリスの戦列艦HMSトレメンダスとHMSアダマントからなる封鎖艦隊に捕捉され、海岸に追い込まれた末に撃破された。その後セルシーはフランス本国に戻って海軍を退役した後、イル・ド・フランスの農場主として余生を送った。
マカオ事件後、ハーグッドらが護衛する中国船団は2月7日にマカオを出発し、一切の妨害を受けることなくインド洋に出た。後から5月にアラバが戦列艦エウロパとフリゲート艦ファマをマカオに派遣したが、何ら得るものは無かった。レーニアは1800年の中国船団にも万全を期して十分な護衛船団を配したが、結局中国から出発するイギリス艦が襲われる事件は起きぬまま、1802年にアミアンの和約が結ばれた。その後1804年、ナポレオン戦争初期に、再びフランスの強力な艦隊が中国船団を攻撃した。しかしこのプロ・アウラの海戦は、東インド会社のインディアマン艦隊のはったりが功を奏し、多少の砲火が交わされた程度でフランス艦隊を退却させることに成功した。